# Llar d'infants El Mar
La Llar d'Infants El Mar és una escola bressol situada a Sant Andreu de Palomar, antic poble i avui barri de Barcelona, que acull infants d'1 a 3 anys. Depèn del Departament d’Ensenyament de la Generalitat de Catalunya i el gestiona el Consorci d’Educació de Barcelona. Ofereix als infants un context educatiu que respon al moment evolutiu que estan vivint: la construcció de la identitat, la creació de les bases de la seva pròpia personalitat i la diferenciació respecte de les persones que els envolten.

## Història
Es va inaugurar el 16 d'abril de 1934 amb l'assistència, entre altres personalitats, del conseller de Cultura, Bonaventura Gassol, el conseller de Sanitat i Assistència Social, Josep Dencàs i l'alcalde de Barcelona Carles Pi i Sunyer. Les despeses de construcció es varen eixugar amb fons recaptats per les successives campanyes del Segell pro Infància.
Va ser la primera escola bressol pública de Catalunya i les encarregades eren un equip d'infermeres professionals i qualificades. La seva primera directora fou Teresa Puigdollers i Gili, activista pels drets humans i feminista.
En acabar la Guerra Civil (1939) l'edifici fou confiscat per la Falange i destinat a ser la seu de l'Auxilio social a Sant Andreu. Després de quaranta anys se li retornà l'ús original i des d'aleshores torna a funcionar com a Llar d'infants pública.
En l'actualitat continua estant al mateix lloc on fou fundada i l'edifici conserva encara l'estructura original i molts elements arquitectònics, com ara finestres, radiadors, etc.